# Cadre numérique

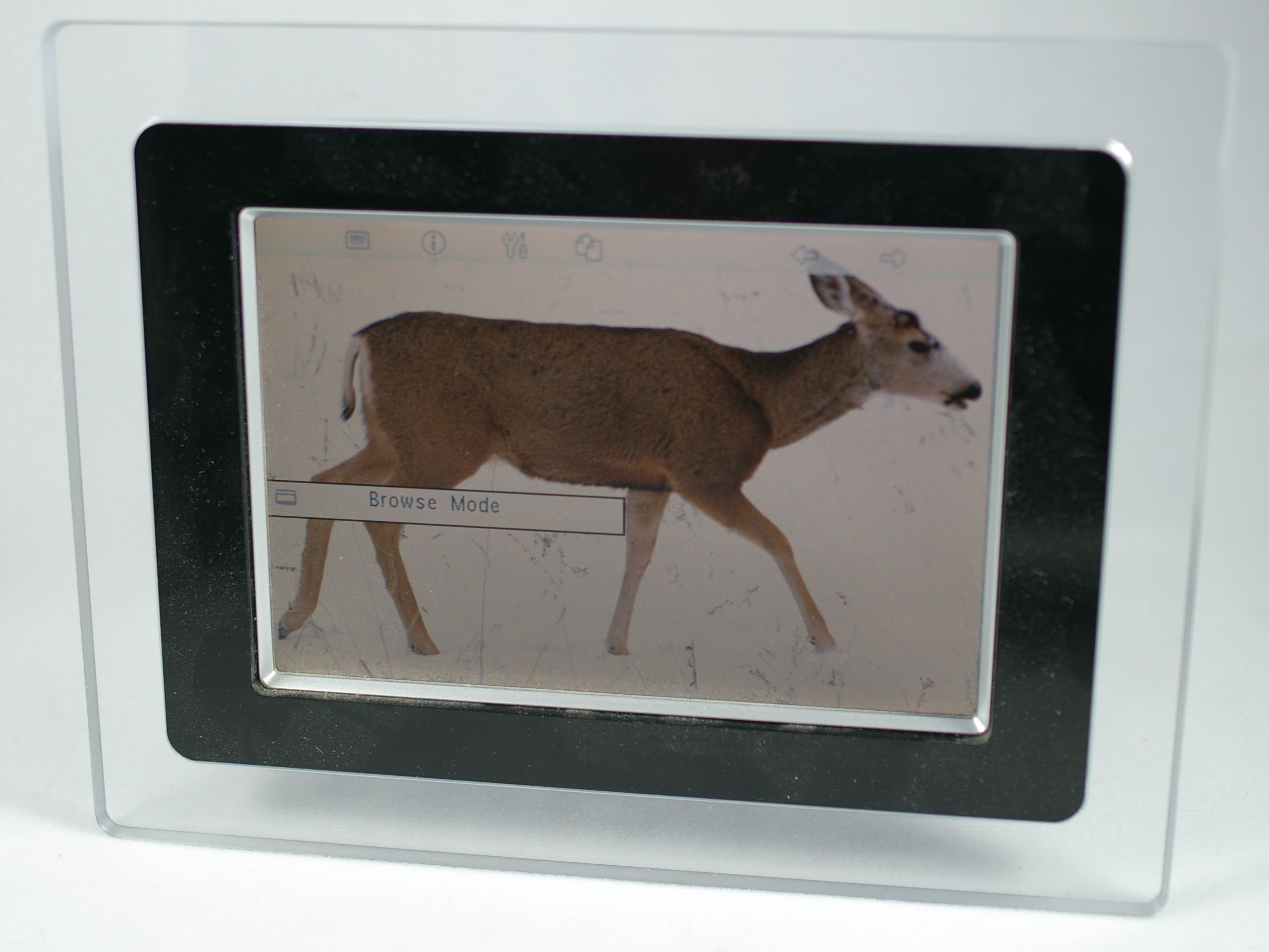
Un cadre numérique s'avère judicieux pour mettre en valeur des photos. Des services Web, tels la météo, peuvent être affichés sur l'écran avec le Wi-Fi.

Un cadre numérique (ou cadre photo numérique ou digicadre) est un appareil électronique reproduisant l'aspect d'un cadre, pour y afficher une ou plusieurs photos de source numérique sans l'aide d'un micro-ordinateur.
Ils reposent généralement sur une technologie LCD pour l'affichage.

La dalle, de finition mate ou brillante, d'une diagonale de 7 pouces (~ 17 cm) à 15 pouces (~ 38 cm) en général, est au format 4/3 (la définition de la dalle peut atteindre 1024 x 768 pixels), 16/9 ou parfois 15/9. Si l'écran n'a pas un format homothétique à la photo (de même rapport que la photo), il risque de l'afficher déformée ou avec des bandes noires.
Certains cadres numériques possèdent une mémoire interne (par exemple, une capacité de 2 Go permet de stocker plusieurs milliers de photos), qui peut être chargée à partir :
- d'une connectique de type USB : connexion à une clé ou un disque dur externe USB, ou à un micro-ordinateur[3] ;
- d'une carte mémoire de différents formats (SD et SDHC, MS, MS Pro, CF, MMC, SM, xD, etc.) ;
- via des technologies sans fil telles le Bluetooth ou le Wi-Fi.

L'affichage des photos (les formats JPEG, BMP, TIFF et RAW peuvent être lus) peut se faire :
- de manière dynamique, sous la forme d'un diaporama, avec défilement des images les unes après les autres et possibilité d'effets de transition, de réglage de la durée d'affichage[4], d'affichage multiple[5] ;
- sous forme de vignettes. Ce mode d'affichage permet une sélection de photos pour :
  - les copier d'un support de stockage (carte mémoire, clé USB…) vers la mémoire interne du cadre,
  - supprimer des photos qui se trouvent dans la mémoire interne.

Au fil du temps, ces appareils s'enrichissent de nouvelles fonctionnalités, comme l'accompagnement sonore (fichiers audio au format MP3, WAV, WMA) ou la lecture de séquences vidéo (fichiers MPEG, AVI).
Certains appareils sont de plus munis :
- de haut-parleurs, d'une prise casque et d'un égaliseur numérique ;
- d'une télécommande ;
- d'un système offrant la possibilité de fixation murale (cependant, le fil d'alimentation est visible) ;
- d'un mode horloge (fonctions heure, calendrier, alarme) ;
- d'un mode mise en route et arrêt automatique programmables ;
- d'un écran LCD avec rétroéclairage par LED qui permet une consommation électrique réduite ;
- d'un écran tactile, pour simplifier l'utilisation ;
- d'une batterie interne rechargeable, ce qui accroît la mobilité.

Les cadres photo numériques 3D permettent d'afficher des images en relief à partir de couples d'images stéréoscopiques en autostéréoscopie, sans nécessiter de lunettes, en utilisant soit un réseau lenticulaire, soit un dispositif à barrière de parallaxe.